# Epigiaura
Epigiaura is een geslacht van vlinders van de familie visstaartjes (Nolidae).

## Soorten
- E. trachylepis A.E. Prout